# Chris Spring
Christopher „Chris“ Spring (* 6. März 1984 in Darwin, Northern Territory, Australien) ist ein australisch-kanadischer Bobsportler.

## Werdegang
Chris Spring wuchs in Australien auf und ist philippinischer Abstammung. Er entdeckte den Bobsport im Alter von 23 Jahren während eines einjährigen Aufenthalts in Calgary, wo er mittlerweile lebt. Ab 2008 bestritt er erste Zweierbob-Wettkämpfe im America’s Cup, wo er bereits Ende 2008 Podestränge erreichte. 2009 nahm er zum ersten Mal an den Weltmeisterschaften in Lake Placid teil und belegte den 29. Platz. Nach einer weiteren Saison im America’s Cup vertrat er sein Geburtsland Australien bei den Olympischen Spielen von Vancouver, wo er auf der Bahn in Whistler im Zweierbob den 22. Platz belegte, was den letzten Rang unter den gewerteten Teilnehmern darstellte.
Nach der Saison 2009/10 wechselte Spring zum kanadischen Verband und bestritt eine weitere Saison im America’s Cup, wo er fünf Rennen gewann und Gesamtsieger in der Zweier-, Vierer- und Kombinationswertung wurde. Im Februar 2011 gab er sein Debüt im Weltcup mit Rang 17 in Cesana Torinese und trat bei der Weltmeisterschaft in Königssee an, wo er die Ränge 19 im Zweier, 14 im Vierer und 7 im Teamwettbewerb belegte. In der Folgesaison erreichte er in der ersten Saisonhälfte mehrere Top-10-Plätze im Weltcup, verletzte sich jedoch bei einem Sturz in Altenberg und musste mehrere Monate pausieren. Nach seiner Rückkehr in den Weltcup feierte Spring im November 2012 mit Rang 3 in Whistler seine erste Podestplatzierung im Vierer, ein Jahr später gelang ihm das gleiche Resultat im Zweier auf seiner Heimbahn in Calgary. Er etablierte sich in diesen beiden Wintern als Top-10-Fahrer im Weltcup und wurde bei der Bob-Weltmeisterschaft 2013 im Zweierbob mit Lascelles Brown Sechster. 2014 nahm er in Sotschi, nun für Kanada, erneut an den Olympischen Spielen teil. Er fuhr dort im Zweier mit Anschieber Jesse Lumsden auf den siebten und im Vierer auf den 13. Platz.
In der Saison 2014/15 gewann Chris Spring zunächst ein Rennen im Nordamerikacup und bestritt anschließend wie im Vorjahr alle Rennen des Weltcups. Seine besten Saisonresultate waren mehrere zehnte Plätze im Viererbob, ehe er bei der Weltmeisterschaft in Winterberg im großen Schlitten Achter wurde. 2015/16 startete er erneut mit einem Sieg im Nordamerikacup in den Winter und erreichte im Weltcup nach zweistelligen Ergebnissen zum Saisonbeginn in Whistler im Zweierbob mit Lascelles Brown zunächst einen geteilten fünften Rang und einen Tag später seinen ersten Weltcupsieg.